# Rudolf Dołasiński
Rudolf Dołasiński (ur. 1768, zm. 13 marca 1827 w Warszawie) – lekarz polski, wykładowca Uniwersytetu Krakowskiego, medyk wojskowy.

## Życiorys
Od 1784 studiował medycynę w Krakowie pod kierunkiem Rafała Czerwiakowskiego. Jeszcze przed uzyskaniem akademickiego dyplomu wstąpił do służby wojskowej i był od 1792 chirurgiem batalionowym w 2 Regimencie Pieszym Koronnym pod dowództwem Józefa Wodzickiego. Służbę kontynuował w czasie insurekcji kościuszkowskiej, był uczestnikiem bitew pod Racławicami i pod Szczekocinami oraz walk o Warszawę.
Stopień doktora medycyny uzyskał na Uniwersytecie Krakowskim w 1804. Niebawem podjął tamże wykłady z chirurgii i położnictwa dla chirurgów niższych, a od 1809, powołany przez Hugona Kołłątaja, jako zastępca profesora wykładał chirurgię i sztukę położniczą teoretyczną. Od jesieni 1810 ponownie pozostawał w służbie wojskowej – był lekarzem 4 dywizji piechoty armii Księstwa Warszawskiego. Odbył kampanię moskiewską 1812, brał udział w walkach pod Smoleńskiem i Możajskiem.
W 1813 był komendantem szpitala polowego w Modlinie. Zmarł 13 marca 1827.